# Yohann Ploquin
Yohann Ploquin, né le 31 mai 1978 à La Rochelle, est un handballeur international français évoluant au poste de gardien de but.
Ploquin est sélectionné à 89 reprises en équipe de France, étant notamment Champion d'Europe 2006.

## Biographie
Yohann Ploquin commence le handball à La Rochelle à l'Aunis Handball puis rejoint à 18 ans les Girondins de Bordeaux. Après 2 saisons sur les bords de la Gironde, il rejoint le Spacer's Toulouse où il évolue pendant dix saisons. En 2001, il y connait sa première sélection en équipe de France et participe à plusieurs compétitions internationales, notamment devenant champion d'Europe en 2006 et terminant à la 4e place du Championnat du monde 2007. En 2008, Ploquin et Toulouse n’arrivent pas à trouver un terrain d'entente et les deux parties se séparent.
Après avoir commencé la saison 2008-2009 en Allemagne du VfL Gummersbach, il rejoint dès le mois d'octobre l'Espagne pour évoluer sous les couleurs du BM Aragón. Il retourne la saison suivante en France au Saint-Raphaël Var Handball, club où il reste 4 saisons. En mars 2013, il signe pour les deux saisons suivantes au Pays d'Aix UC HB.
En 2015, il signe à 37 ans un contrat de 3 ans Chartres Métropole Handball 28. Nommé capitaine en début de saison, Ploquin livre la plus petite saison de sa carrière avec seulement 25,6 % d'arrêts en 21 matches : il perd alors son capitanat, laisse sa place à Nebojša Grahovac dans les cages et décide finalement de prendre sa retraite sportive à l’issue de la saison, n’effectuant donc pas ses deux dernières années de contrat.

## Équipe de France
- 89 sélections en équipe de France
- Première sélection : septembre 2001 contre l' Espagne

## Palmarès

### Équipe nationale
- Championnats d'Europe
  -  Médaille d'or au Championnat d'Europe 2006 en  Suisse
  -  Médaille de bronze au Championnat d'Europe 2008,  Norvège
  - 6e au Championnat d'Europe 2004 en Slovénie

- Championnats du monde
  - 4e place au Championnat du monde 2007 en  Allemagne
- Jeux olympiques
  - 5e place aux Jeux olympiques 2004 à Athènes en  Grèce

### En clubs
- Finaliste de la Coupe de France en 1999
- Finaliste de la Coupe de la Ligue en 2010, 2012
- Troisième du Championnat de France en 2012